# Gaismannshof

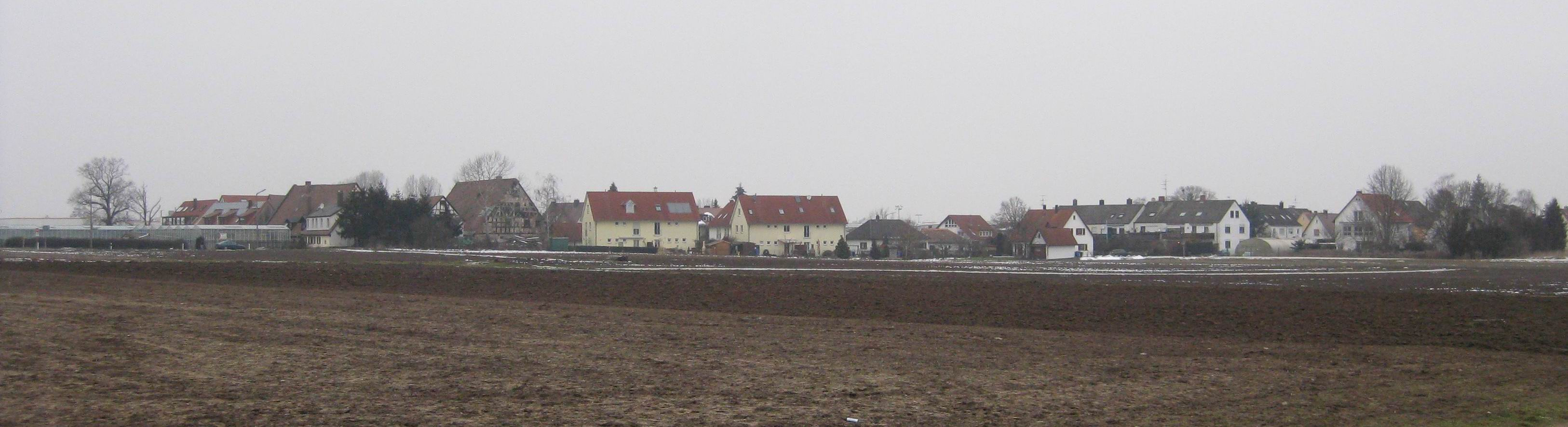
Gaismannshof, Blick vom Süden nach Norden

Gaismannshof ist ein Stadtteil in der Weststadt von Nürnberg. 

## Lage
Gaismannshof erstreckt sich als statistischer Bezirk 62 vom Frankenschnellweg im Norden bis zur Rothenburger Straße im Süden und von der Ringbahn im Westen bis zur Von-der-Tann-Straße im Osten.

## Geschichte
Der Weiler wurde im 15./16. Jahrhundert „Geuschmidshof“ erstmals urkundlich erwähnt. Er wurde wahrscheinlich nach der Nürnberger Ratsfamilie Geuschmied benannt.
Gegen Ende des 18. Jahrhunderts gab es in Gaismannshof 6 Anwesen. Das Hochgericht übte die Reichsstadt Nürnberg aus, was aber vom brandenburg-ansbachischen Oberamt Cadolzburg bestritten wurde. Die Dorf- und Gemeindeherrschaft hatte das Landpflegamt Nürnberg. Grundherren waren das Waldamt Laurenzi der Reichsstadt Nürnberg (1 Gut), die Nürnberger Eigenherren von Löffelholz (1 Hof), von Oelhafen (2 Halbhöfe, 1 Gut), von Zeltner (1 Hof) und der Vacher Bürger Hofmann (1 Gut). 1800 gab es im Ort weiterhin 6 Anwesen.
Von 1797 bis 1808 unterstand der Ort dem Justiz- und Kammeramt Cadolzburg. Im Rahmen des Gemeindeedikts wurde Gaismannshof dem 1808 gebildeten Steuerdistrikt Höfen und der im selben Jahr gegründeten Ruralgemeinde Höfen zugeordnet. In der freiwilligen Gerichtsbarkeit unterstand ein Anwesen von 1820 bis 1848 dem Patrimonialgericht Buchschwabach, ein weiteres Anwesen von 1825 bis 1835 dem Patrimonialgericht Gibitzenhof.
Als Teil der Gemeinde Höfen kam Gaismannshof am 1. Januar 1899 zu Nürnberg.
Seit 1959 ist Gaismannshof der Standort des Nürnberger Großmarktes.

### Baudenkmäler
- Lehrberger Str. 72: Eingeschossiges Bauernhaus des 18./19. Jahrhunderts mit dreigeschossigem Giebel; etwa gleichzeitige Fachwerkscheune und Backofen. Erneuert.[9]
- Lehrberger Str. 75: Wohnstallhaus
- Lehrberger Str. 80, 82: Hofanlage

### Einwohnerentwicklung
| Jahr      | 001818 | 001840 | 001861 | 001871 | 001885 | 001900 |
| Einwohner | 48     | 56     | 50     | 77     | 88     | 55     |
| Häuser    | 8      | 8      |        |        | 10     | 10     |
| Quelle    | [ 11 ] | [ 12 ] | [ 13 ] | [ 14 ] | [ 15 ] | [ 16 ] |

## Religion
Der Ort ist seit der Reformation evangelisch-lutherisch geprägt und war ursprünglich nach St. Michael (Fürth) gepfarrt, aktuell ist die Pfarrei Erlöserkirche (Leyh) zuständig. Die Einwohner römisch-katholischer Konfession sind nach Zu den Heiligen Schutzengeln (Nürnberg) gepfarrt.